# Hendrik Setrowidjojo

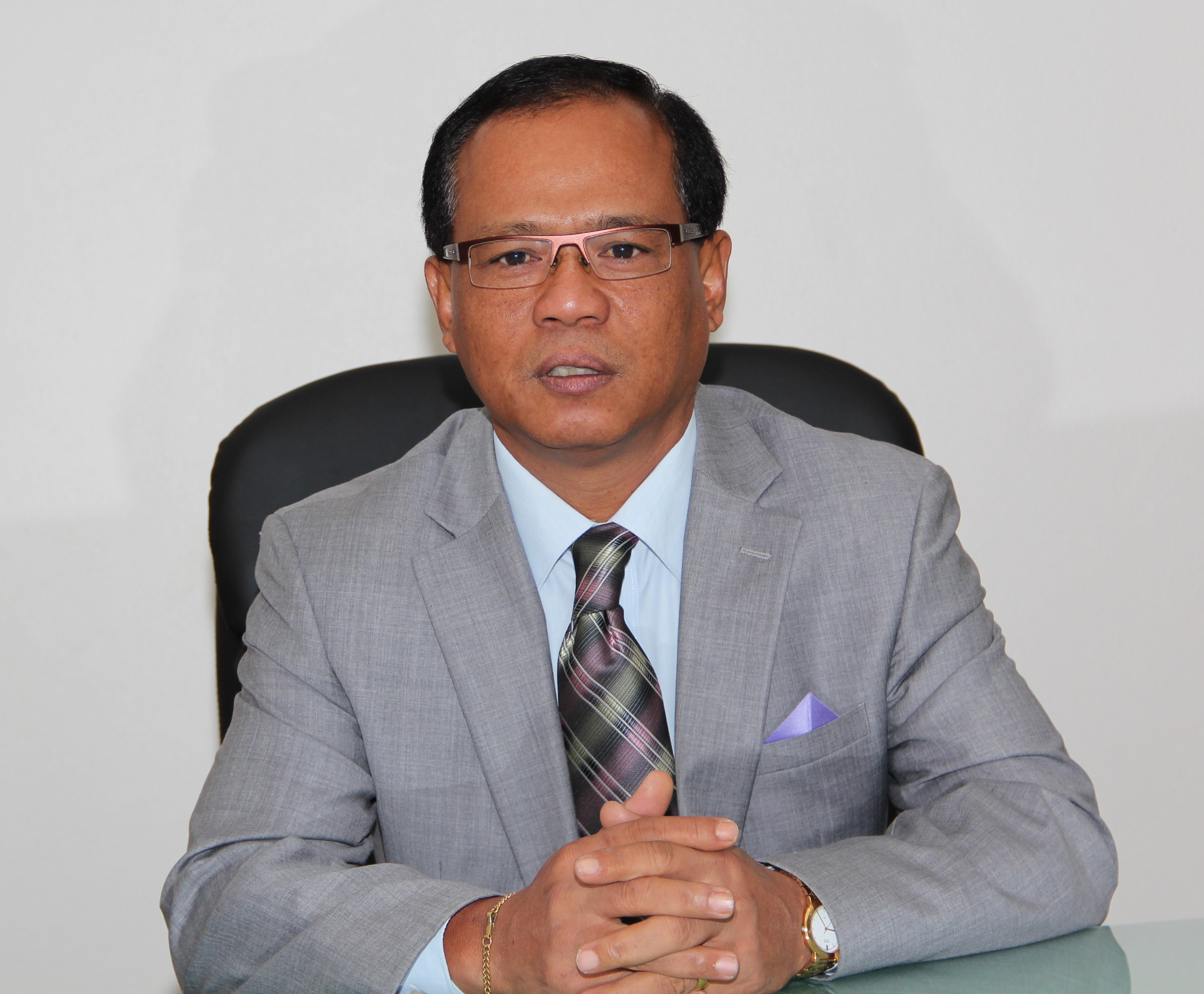
Setrowidjojo in 2011

Hendrik Soerat Setrowidjojo (Commewijne, 13 september 1956) is een Surinaams politicus.
Na een opleiding in de avonduren in de Bouwkunde, had hij een succesvolle carrière waarbij hij in 2001 onderdirecteur werd van het directoraat Volkshuisvesting op het ministerie van Sociale Zaken en Volkshuisvesting. In 2005 werd hij namens Pertjajah Luhur minister van dat ministerie in het derde kabinet-Venetiaan. Na de verkiezingen van 2010 kwam hij terug als minister van Landbouw, Veeteelt en Visserij (LVV). Toen Martinus Sastroredjo in december 2010 ontslagen werd als minister van Ruimtelijke Ordening Grond- en Bosbeheer kreeg Setrowidjojo enkele maanden diens functie erbij.